# Dave Matthews Band
Dave Matthews Band är ett amerikanskt rockband, bildat 1991 i Charlottesville, Virginia. Bandets frontman är sångare, gitarristen och låtskrivaren Dave Matthews. Utöver honom består bandet av basisten Stefan Lessard och trummisen Carter Beauford. Saxofonisten LeRoi Moore, som var med och grundade bandet, var även medlem av bandet fram till augusti 2008, då han gick bort efter sviterna från en olycka.
Gruppen har varit nominerad till ett flertal Grammys, och vann 1997 kategorin Best Rock Performance by a Duo or Group with Vocal för sången "So Much to Say". Enbart i USA har de, enligt uppgifter från RIAA, sålt över 31 miljoner skivor.
Dave Matthews Band besökte Stockholm den 15 mars 2010, där de avslutade sin europaturné på Fryshusets scen Arenan. Den 14 mars 2010 spelade de i Köpenhamn, Danmark på Falconer Theatre. Dessa spelningar var de första i Skandinavien sedan 1996.

## Medlemmar
Nuvarande medlemmar
- Dave Matthews – sång, rytmgitarr, akustisk gitarr (1991– )
- Carter Beauford – trummor, slagverk, bakgrundssång (1991– )
- Stefan Lessard – basgitarr (1991– )
- Rashawn Ross – trumpet, bakgrundssång (2005– )
- Jeff Coffin – saxofon, träblåsinstrument (2008–)
- Tim Reynolds – sologitarr (2008– , gästuppträdande 1993–1995, 1998 och 2004)
- Buddy Strong – keyboard, bakgrundssång (2018– )
- The Lovely Ladies (Sofia Santiago, Ava McCarthy) – bakgrundssång (1999–2002, 2014–)

Tidigare medlemmar
- LeRoi Moore – saxofon, träblåsinstrument, bakgrundssång (1991-2008)
- Peter Griesar – keyboard, bakgrundssång (1991–1993)
- Butch Taylor – keyboard, bakgrundssång (1998–2008)
- Boyd Tinsley – violin, sång, mandolin (1992–2018)

## Diskografi

### Studioalbum
- 1993 – Remember Two Things
- 1994 – Recently
- 1994 – Under the Table and Dreaming
- 1996 – Crash
- 1998 – Before These Crowded Streets
- 2001 – Everyday (med bland annat låtarna "Angel" och "Everyday")
- 2002 – Busted Stuff
- 2003 – Some Devil (Dave Matthew soloalbum)
- 2005 – Stand Up
- 2009 – Big Whiskey and the GrooGrux King
- 2012 – Away From The World
- 2018 – Come Tomorrow
- 2023 – Walk Around the Moon

### Livealbum (urval)
- 1997 – Live at Red Rocks 8.15.95
- 1999 – Listener Supported
- 2001 – Live in Chicago 12.19.98
- 2002 – Live at Folsom Field, Boulder, Colorado
- 2003 – The Central Park Concert
- 2004 – The Gorge
- 2005 – Weekend on the Rocks
- 2007 – Live at Piedmont Park
- 2008 – Live at Mile High Music Festival

### Samlingsalbum
- 2006 – The Best of What's Around Vol. 1